# Пастена
Пастена (італ. Pastena) — муніципалітет в Італії, у регіоні Лаціо, провінція Фрозіноне.
Пастена розташована на відстані близько 100 км на південний схід від Рима, 22 км на південний схід від Фрозіноне.
Населення — 1473 особи (2014).
Покровитель — S.Sinforo.

## Демографія
Населення за роками:

Станом на 1 січня 2023 року в муніципалітеті офіційно проживало 6 іноземців з 5 країн, серед них 1 громадянин країн Євросоюзу.

## Сусідні муніципалітети
- Кастро-дей-Вольші
- Фальватерра
- Ленола
- Піко
- Сан-Джованні-Інкарико